# Периклимен (сын Нелея)
Перикли́мен (др.-греч. Περικλύμενος) — персонаж древнегреческой мифологии, один из аргонавтов. Был старшим из двенадцати сыновей царя мессенского города Пилос Нелея. Получил от своего деда Посейдона возможность превращаться в любое живое существо или дерево. Согласно классической версии мифа погиб от руки Геракла. К мессенскому герою Периклимену возводили своё генеалогическое древо некоторые аристократические роды в Древних Афинах и, возможно, Ионии.

## Мифы
В древнегреческой мифологии существуют мифы о Периклимене, сыне Нелея и Хлориды, внуке Посейдона, а также Периклимене, сыне Посейдона и Хлориды. Речь идёт о раздвоении первоначального мифа, о котором из письменных источников ничего не известно, с возникновением двух родственных мифологических персонажей.
Периклимен был старшим из двенадцати сыновей царя Пилоса Нелея и дочери царя Орхомена Амфиона Хлориды. В «Одиссее» Гомера он назван «бесстрашным в битвах». Дед Периклимена Посейдон одарил внука беспредельной силой и способностью принимать вид любого существа или дерева.
Указание Валерия Флакка, что: «Сын Нелея Периклимен; враждебные лица / Цестами как он калечит, узрели Метона и Авлон, / Полный водой, и Элида, что славна конями своими», по мнению Г. Леви свидетельствует о том, что Периклимен завоевал эти области и стал их царём. Присоединился к Ясону и другим героям, которые отправились на корабле «Арго» в Колхиду за золотым руном.
После того как Нелей отказал Гераклу в очищении от скверны после убийства сыновей, или по другой версии Ифита, тот объявил войну и долгое время осаждал Пилос. Однако, пока был жив Периклимен, город оставался неприступным. Согласно Гесиоду герой превратился в пчелу и перелетев через городскую стену уселся на колеснице Геракла. Афина дала Гераклу лук и указала на пчелу, в которую превратился Периклимен. У Нонна Панополитанского Геракл просто раздавил пчелу пальцами. На примере этого мифа Я. Э. Голосовкер обосновывает характер галлюцинаторных образов в древнегреческих мифах. Пчела — мнимый образ, а Периклимен остаётся тем же, только невидимым. Поэтому стрела, большая, чем пчела, попадает именно в человеческое тело Периклимена.
По другой версии между героями состоялся бой. Во время сражения Периклимен превращался в льва, змею и пчелу. Несмотря на такие способности Периклимен погиб от рук Геракла вместе с другими братьями. По версии Псевдо-Гигина Периклимен избежал смерти, превратившись в орла. Согласно классической версии мифа, в живых из всех сыновей Нелея остался лишь Нестор, в будущем один из участников Троянской войны, так как во время битвы находился в другом городе Мессении Герении.

## Потомство
Сыновьями Периклимена были Пенфил и, по одной из версий, Эргин. Пенфил в свою очередь был прапрадедом Кодра — последнего афинского царя, который ценой жизни спас Аттику от завоевания дорийцами. Согласно версии И. Е. Сурикова имя знаменитого политика и государственного деятеля V века до н. э. Перикла является стяжённым от Периклимена. Возможно, называя мальчика таким именем, его родители Ксантипп и Агариста подчёркивали древность генеалогической традиции своих родов. Также согласно О. Зееку,  к Периклимену возводили своё генеалогическое древо ионические греки в Малой Азии.

## В литературе
Миф о сражении Геракла и Периклимена в несколько изменённом по сравнению с классической версией виде описал Овидий в «Метаморфозах». По словам поэта, Периклимен превратился в орла, а Геракл ранил его в крыло:
Рана ничтожна была. Но, раненьем разорваны, мышцы
Ослабевают, уж нет ни движенья, ни силы в полёте.
Падает на землю он, крылом искалеченным воздух
Не в состоянье забрать. Стрела, что впилась неглубоко,
Вдавлена в мясо была всем грузом упавшего тела,
По верху боком пройдя, показалась слева из глотки.
Миф о Периклимене упоминает и Сенека в трагедии «Медея»:
Пал Нептунов сын от руки Алкида,
Хоть и принимать мог обличий сотни